# Родін Олег Дмитрович
Олег Дмитрович Родін (рос. Олег Дмитриевич Родин; нар. 6 квітня 1956, Москва) — радянський футболіст. Захисник, відомий виступами за «Карпати» (Львів). Також грав за «Динамо» (Москва), СКА «Карпати» (Львів) і «Спартак» (Самбір). Провів 4 гри за національну збірну СРСР. Майстер спорту СРСР (1977).
Закінчив Львівський інститут фізкультури.
Швидкий і технічний футболіст. Увійшов до списку 33 найкращих футболістів СРСР за підсумком сезону 1979.
З 1987 року працює тренером у Львівському училищі фізичної культури.
Серед його вихованців: Андрій Сапуга, Іван Павлюх, Олег Гарас, Максим Фещук, Євген Шмаков, Володимир Федорів, Григорій Ярмаш, Юрій Шевчук, Андрій Сагайдак, Юрій Габовда.